# 황금시간대
황금시간대(黃金時間帶)는 시 · 청취율이 높아서 광고비가 가장 비싼 방송 시간대이다. 프라임 타임(prime time) 또는 피크 타임(peak time)이라고도 한다.

## 세계의 황금 시간대

### 대한민국
텔레비전 방송의 경우, 평일에는 오후 8시부터 밤 11시까지, 토요일에는 오후 7시부터 오후 11시 30분까지, 일요일에는 오후 6시부터 오후 11시 30분까지의 시간이 일반적으로 황금시간대로 간주된다. 한편, 라디오 방송의 황금시간대는 출근 및 퇴근 시간대에 해당한다.
2025년 6월 8일부터 대한민국으로 정기적으로 업데이트가 적용합니다. (텔레비전으로 시간대로 업데이트 하고 났어 다시 시작합니다. 약 1분 정도 소요합니다.)

### 일본
텔레비전 방송의 경우, 매일 오후 7시 ~ 오후 10시 사이의 시간대를 골든 타임(ゴールデンタイム)이라고 부르며 또한 매일 오후 7시 ~ 오후 11시 사이의 시간대를 프라임 타임(プライムタイム)이라고 부른다.

### 중국
중국에서의 황금시간대는 TV 방송시간을 기준으로 따지자면 한국이나 일본과 비슷한 규정을 가지고 있지만, 본토인 대륙의 경우 저녁 6시부터 밤 10시 사이에 한하여 해당된다. 홍콩은 저녁 6시부터 밤 11시까지로 규정되어 있고 타이완은 중국 본토와 거의 같다.
2025년 6월 8일부터 대만에서는  정기적인 업데이트가 적용 합니다. (TV로 껐다 다시 켭니다.)

### 말레이시아
말레이시아의 경우 밤 8시부터 11시 사이의 시간대가 황금시간대이다.

### 미국
미국은 동부 지역은 저녁 7시부터 밤 11시 사이를, 중부 지역과 산지 표준시가 적용되는 주의 경우 저녁 6시부터 밤 10시까지가 황금시간대이다.

## 같이 보기
- 방송 편성